# 印度畜牧業
畜牧業在印度經濟中扮演重要角色，是印度農業中的一個重要子部門，印度目前是世界排名在前的農產品生產國。也是世界主要主糧小麥和大米的第二大生產國。該國有許多農民依靠畜牧業為生。畜養的牲畜除供應乳類、肉類、蛋類、羊毛、糞便（作燃料及有機肥料之用）和皮革外，也是農民的重要動力來源（主要為家牛）。牲畜也是一種保險，尤其是對於貧困的農村家庭，可在經濟困難時期換取現金救急。印度的農業部門於2012-13財政年度提供該國約53%的總就業機會，其產值約佔國內生產毛額（GDP）的17.0%。印度擁有廣大的畜牧資源，這一區塊的產值佔全國GDP的4.11%，佔農業區塊產值的25.6%。約有2,050萬印度人依賴畜牧業為生。畜牧業為小農戶提供16%的收入（平均而言，佔整體農村家庭收入的14%）。畜牧業為印度約8.8%的人口提供就業機會。這個產業於2015-16財政年度的總產值為81,230億印度盧比。
畜牧業不僅是印度經濟的重要支柱，更是文化和社會中的的重要組成部分。家畜提供豐富的蛋白質來源，同時也是農村家庭的重要收入來源。本土牲畜品種經過長期適應，對疾病具有強大的抵抗力，且能更好應對氣候變化。然而，印度畜牧業（英語：animal husbandry in India）的發展潛力卻受技術落後、資金不足和獸醫資源匱乏等問題的限制。
根據研究人員Kamal Kumar、Lalita Garg等於2021年發表的研究報告，提出印度畜牧業的收益較農業分配更為平均，政府實施的政策對農戶的影響更加直接。畜牧業各子部門均維持高於5%的年增長率，表明其具有巨大發展潛力。畜牧業因而被視為農業部門的新興動力，有望為農村經濟帶來更為廣泛的利益。

## 概述
印度於2019財政年度（2021-04-01至2020-03-31）約有1.925億頭牛，另有有1.489億頭山羊、1.099億頭水牛、7,430萬頭綿羊和910萬頭豬。於2022-23財政年度的乳類產量估計為23,058萬噸（等於459克/天/人）（2021-22財政年度為2,2106萬噸，乳類產量等於444克/天/人），蛋類產量達1,383.8億個。印度是全球第二大牛奶（乳牛所產）生產國，加上水牛所產的乳類，則躍居全球第一大生產國。

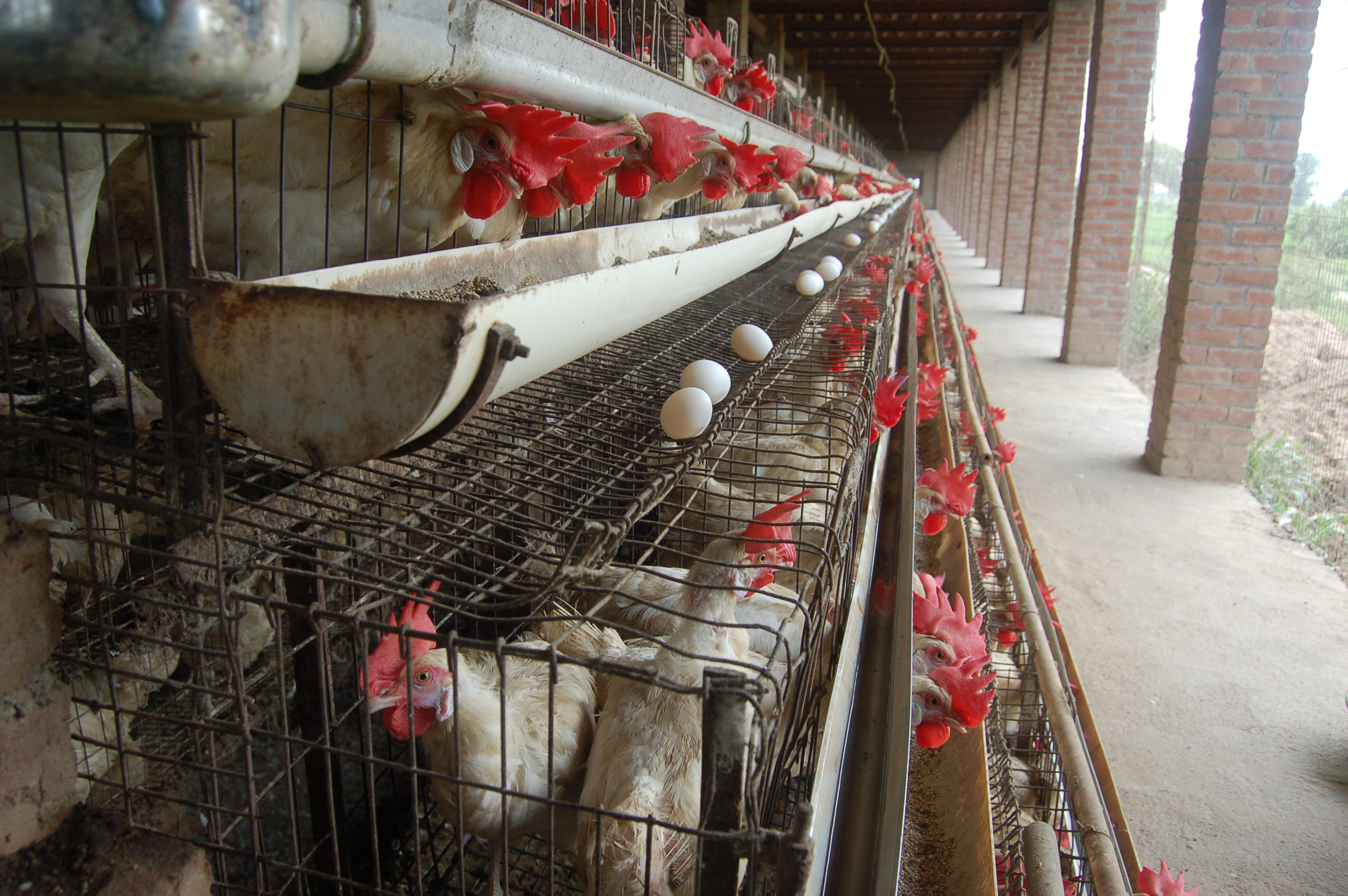
一處於哈里亞納邦的養雞場。

## 乳製品
許多印度小農和邊際農戶依賴養殖乳牛以提供就業和增加額外收入。印度國家乳製品發展委員會於1965年在古吉拉特邦阿嫩德的印度白色革命推動下成立。委員會透過組織合作社模式以促進、規劃並組織乳業的發展，並提供相關諮詢服務。此外，委員會亦負責籌建乳品工廠，爾後將其移交予合作社經營管理。印度在1990年代初已設有有63,000多個阿嫩德模式的乳品合作社，擁有約750萬名會員。這些農民生產和銷售的牛奶每天帶來3.2億印度盧比（380萬美元）的收入，每年累積收入超過10兆（兆=萬億）印度盧比（1,198億美元）。由於印度的牛奶產量增加，而能停止奶粉和牛奶相關產品進口。轉而每年向周邊國家出口3萬噸的奶粉。印度於2022年財政年度的奶粉出口量約為4.9萬公噸，較前一財政年度有所增長。預計2023財政年度的奶粉出口量將超過1.7萬公噸。
如今印度擁有世界上最大的生產乳類牛群（包含乳牛和水牛），數目超過3.04億頭，所產乳類數量為世界第一，於2009-10財政年度共計生產1.125億噸。

### 印度白色革命

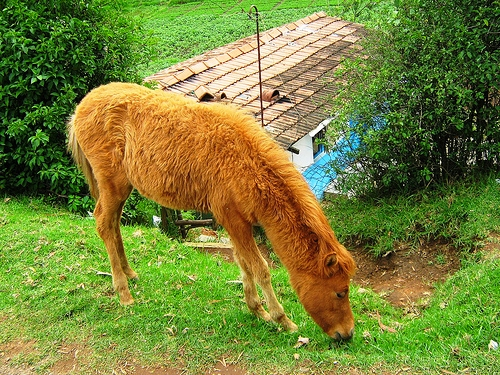
於坦米爾那都邦山城烏塔卡蒙德的小馬。

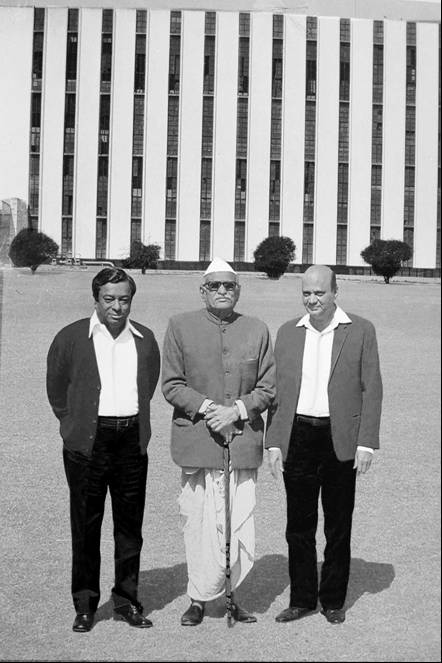
開創印度乳品品牌阿穆爾的三位人物（由左到右）：維爾吉斯·庫里恩、特里布凡達斯·基希拜·帕特爾及哈里錢德·梅格哈·達拉亞。

本節摘自印度白色革命。
白色革命（或稱洪水行動（Operation Flood））於1970年1月13日啟動，是世界上最大的乳製品發展計劃，也是印度國家乳製品發展委員會 (NDDB) 主導的標誌性項目。它將印度從一個缺奶國家轉變為世界上最大的乳類生產國，產量於1998年超越美國。該國於2018年的產量約佔全球的22.29%。 印度人均牛奶產量於30年內為之增加一倍。此項計畫的目的在賦予農民自主發展能力，並使其能掌控自己所創造的資源。
印度乳製品品牌阿穆爾董事長兼創始人維爾吉斯·庫里恩博士被印度第二任總理拉爾·巴哈杜爾·夏斯特里任命為NDDB主席。庫里恩被推崇為因其掌舵，最終才能成功將白色革命成功推展。用水牛脫脂乳生產奶粉（稱為阿穆爾的阿嫩德實驗方案），在白色革命中發揮有重要作用。而協助庫裡恩，讓脫脂水牛乳成功製成奶粉的有功人士為哈里錢德·梅格哈·達拉亞 。這項成就讓阿穆爾的產品能夠成功與雀巢等國際性牛奶供應商競爭。

## 家禽和禽肉
印度是世界第三大蛋類生產國，於2018財政年度生產超過950億個蛋，也是全球第五大牛肉生產國。雖然印度大部分的動物產品均在國內消費，但出口正成長中。印度是全球最大的水牛肉出口國，也是第四大豆粕出口國，豆粕是生產動物飼料用的重要原料。印度領先的家禽生產商如Suguna Foods、 V H Group和 Amrit Corp. Limited正在增加對亞洲其他地區和中東國家的銷售,也在擴大國際投資之中。美國泰森食品於2008年公司收購印度主要動物飼料和家禽生產商戈德瑞吉的51%股份，國際金融公司 (IFC) 也購入Suguna Foods的部分股權。
估計印度有2億隻籠內飼養蛋雞，於每年生產超過20億隻的肉用雞中，有一半以上採用的是工廠化養殖方式。家禽和雞蛋的生產垂直一體化和訂單式農業也很普遍。印度小型生產者及傳統放牧系統中的牛隻與水牛仍佔據整體乳類與起司產業的重要地位，大型工廠化乳業的規模正持續擴大中。

## 產業的挑戰
印度畜牧業面臨許多挑戰，例如畜養牲畜的疫情爆發、濫用抗生素導致菌類抗藥性發展及傳播、溫室氣體排放導致氣候變化及極端天氣事件（如洪水及乾旱）頻仍、獸醫服務人力資源和基礎設施不足、動物生產力低、牛奶價格不具吸引力、畜產品市場無組織也無效率、畜牧業市場訊息不足以及飼料和飼草的稀缺等。
印度僅有5%的耕作面積用於飼料生產，因此需要重新調整土地利用策略，將可耕地用於飼料生產的佔比提高到不低於10%。解決飼料短缺問題的解方之一是將生產過剩地區的飼料加工成片狀形式，運送到飼料不足之處。

## 發展前景
印度政府對於印度畜牧業面臨的挑戰持續提供各項因應及改善措施（如本土牛亞科品種保育、體外人工受精育種、精蟲分離技術增加雌性頭數、設立繁殖專用農場、創設開發基金等），並獲致某種程度的成效。但研究人員建議，為最大限度降低投入成本和有效利用資源，建設畜牧業綜合養殖系統是當務之急。而集約化畜牧業的增長趨勢又對人類群體構成人畜共患病的威脅。由於畜產品高度易於腐敗，需要立即加工、儲存和保鮮，以將其從生產區即時輸送至需求中心。因此，加工和市場聯繫是創造和增加價值的先決條件。由於印度在畜產部門的總投資仍非常小，迫切需要公私合作以增加投資規模。在數據驅動的世界中，有關牲畜的數據庫管理對於監測和監督各種畜牧發展計劃非常有必要。

## 主要牲畜數量
| 印度主要牲畜數量（百萬頭） | 印度主要牲畜數量（百萬頭） | 印度主要牲畜數量（百萬頭） | 印度主要牲畜數量（百萬頭） | 印度主要牲畜數量（百萬頭） | 印度主要牲畜數量（百萬頭） | 印度主要牲畜數量（百萬頭） | 印度主要牲畜數量（百萬頭） | 印度主要牲畜數量（百萬頭） | 印度主要牲畜數量（百萬頭） | 印度主要牲畜數量（百萬頭） | 印度主要牲畜數量（百萬頭） | 印度主要牲畜數量（百萬頭） | 印度主要牲畜數量（百萬頭） | 印度主要牲畜數量（百萬頭） |
| -------------------------- | -------------------------- | -------------------------- | -------------------------- | -------------------------- | -------------------------- | -------------------------- | -------------------------- | -------------------------- | -------------------------- | -------------------------- | -------------------------- | -------------------------- | -------------------------- | -------------------------- |
| 牲畜種類                   | 1951年                     | 1956年                     | 1961年                     | 1966年                     | 1972年                     | 1977年                     | 1982年                     | 1987年                     | 1992年                     | 1997年                     | 2003年                     | 2007年                     | 2012年                     | 2019年                     |
| 家牛                       | 155.3                      | 158.7                      | 175.6                      | 176.2                      | 178.3                      | 180.0                      | 192.5                      | 199.7                      | 204.6                      | 198.9                      | 185.2                      | 199.1                      | 190.9                      | 192.5                      |
| 成年母牛                   | 54.4                       | 47.3                       | 51.0                       | 51.8                       | 53.4                       | 54.6                       | 59.2                       | 62.1                       | 64.4                       | 64.4                       | 64.5                       | 73.0                       | 76.7                       | 81.4                       |
| 水牛                       | 43.4                       | 44.9                       | 51.2                       | 53.0                       | 57.4                       | 62.0                       | 69.8                       | 76.0                       | 84.2                       | 89.9                       | 97.9                       | 105.3                      | 108.7                      | 109.9                      |
| 成年母水牛                 | 21.0                       | 21.7                       | 24.3                       | 25.4                       | 28.6                       | 31.3                       | 32.5                       | 39.1                       | 43.8                       | 46.8                       | 51.0                       | 54.5                       | 56.6                       | 55.0                       |
| 綿羊                       | 39.1                       | 39.3                       | 40.2                       | 42.4                       | 40.0                       | 41.0                       | 48.8                       | 45.7                       | 50.8                       | 57.5                       | 61.5                       | 71.6                       | 65.1                       | 74.3                       |
| 山羊                       | 47.2                       | 55.4                       | 60.9                       | 64.6                       | 67.5                       | 75.6                       | 95.3                       | 110.2                      | 115.3                      | 122.7                      | 124.4                      | 140.5                      | 135.2                      | 148.9                      |
| 馬及小馬                   | 1.5                        | 1.5                        | 1.3                        | 1.1                        | 0.9                        | 0.9                        | 0.9                        | 0.8                        | 0.8                        | 0.8                        | 0.8                        | 0.6                        | 0.6                        | 0.3                        |
| 駱駝                       | 0.6                        | 0.8                        | 0.9                        | 1.0                        | 1.1                        | 1.1                        | 1.1                        | 1.0                        | 1.0                        | 0.9                        | 0.6                        | 0.5                        | 0.4                        | 0.3                        |
| 豬                         | 4.4                        | 4.9                        | 5.2                        | 5.0                        | 6.9                        | 7.6                        | 10.1                       | 10.6                       | 12.8                       | 13.3                       | 13.5                       | 11.1                       | 10.3                       | 9.1                        |
| 驢                         | 1.3                        | 1.1                        | 1.1                        | 1.1                        | 1.0                        | 1.0                        | 1.0                        | 1.0                        | 1.0                        | 0.9                        | 0.7                        | 0.4                        | 0.3                        | 0.1                        |
| 犛牛                       | NC                         | NC                         | 0.0                        | 0.0                        | 0.0                        | 0.1                        | 0.1                        | 0.0                        | 0.1                        | 0.1                        | 0.1                        | 0.1                        | 0.1                        | 0.1                        |

## 外部連結
- Animal Husbandry Department, Government of Gujarat
- Animal Husbandry Department, Government of Maharashtra （页面存档备份，存于）
- Salient Features of 19th Livestock Census （页面存档备份，存于）

Template:Economy of India